# 페이퍼 허니콤
페이퍼 허니콤(Paper honeycomb)은 종이를 육각기둥 모양으로 만들어 빈틈없이 붙여 판으로 만들어 놓은 것으로, 건축재 및 포장재로 쓰이는 재료이다. 주로 유리섬유와 함께 쓰이며, 종이를 사용하여 무게가 매우 가벼우면서도 강철만큼 높은 강도로 만들 수 있다는 장점이 있다. 주로 문짝과 벽의 재료로 쓰인다.